# Jan Czuba (misjonarz)
Jan Czuba (ur. 5 czerwca 1959 w Słotowej, zm. 27 października 1998 w Loulombo w Republice Konga) – Sługa Boży Kościoła katolickiego, polski duchowny katolicki, misjonarz w Republice Konga.

## Życiorys
Urodzony w rodzinie rolniczej, był synem Stanisława i Marii z Paprockich; miał troje starszego rodzeństwa. Pochodził z parafii Pilzno. Po skończeniu Szkoły Podstawowej w Słotowej rozpoczął naukę w Liceum Ogólnokształcącym w Pilźnie, gdzie też zdał maturę w roku 1978. W tymże roku podjął naukę w Wyższym Seminarium Duchownym w Tarnowie. W czasie studiów seminaryjnych kierował kleryckim kołem, wysyłał zaopatrzenie dla misjonarzy, którzy tego potrzebowali. Święcenia kapłańskie przyjął 27 maja 1984 w Tarnowie z rąk biskupa Jerzego Ablewicza.
Przez pierwsze cztery lata kapłaństwa sprawował posługę wikariusza w Bobowej. Po śmierci matki zdecydował się wyjechać na misje i odbył szkolenie w Centrum Formacji Misyjnej w Warszawie. W kwietniu 1989 arcybiskup Ablewicz skierował go do pracy misyjnej do Konga. Czuba był najpierw wikariuszem w Mindouli, a później został proboszczem w Loulombo (od 1992 roku). Zbudował na miejscu aptekę i dom dla sióstr zakonnych, planował budowę kościoła i szpitala. Jego pasją była też hodowla pszczół. Pragnął nauczyć pszczelarstwa Afrykańczyków, szczególnie młodych. W ramach edukacji kulturalnej, społecznej i zawodowej chciał także nauczyć swoich parafian, jak uprawiać owce. Kontynuował pracę misyjną po wybuchu w Kongu wojny domowej latem 1997 roku.
25 października 1998 r. rada parafialna zdecydowała o oddaleniu się od parafii, gdyż nasilało się niebezpieczeństwo. Jeśli opuszczę Loulombo, chrześcijanie też uciekną. Lepiej zostać i umrzeć wśród moich parafian – odpowiadał, gdy namawiano go do opuszczenia wioski. 27 października 1998 r. pojawiła się w Loulombo grupa bandytów, żądająca wydania broni, która miała się znajdować na plebanii tamtejszej parafii. Ks. Jan Czuba twierdził, że nie ma broni. Napastnicy przeszukali plebanię. Niczego jednak nie znaleźli. Zabrali pieniądze i wyszli na zewnątrz, jedząc mango. Następnie przyszła grupa bardziej agresywnych bandytów, którzy dalej żądali broni. Ks. Jan powiedział, że mogą do niego strzelać, a i tak nic nie znajdą. Jeden z bandytów oddał w jego stronę dwa strzały. Świadkiem jego śmierci był afrykański ksiądz. Siostry zakonne pochowały ciało ks. Jana w prowizorycznej trumnie za kościołem, koło groty Matki Bożej.

## Upamiętnienie
Pamięć o duchownym – Słudze Bożym ks. Janie Czubie kultywowana jest:
- przez umieszczenie jego wizerunku w XIV stacji Drogi krzyżowej przy kościele w Pasierbcu[4],
- umieszczenie tablic pamiątkowych m.in. w Bobowej oraz witraży w Koszycach Wielkich i Muszynie[4],
- przez wybudowanie poświęconą jego pamięci kaplicy misyjnej w Słotowej[4],
- przez nazwanie jego imieniem Domu Formacji Misyjnej w Czchowie, sali misyjnej Wyższego Seminarium Duchownego w Tarnowie i Zespołu Szkół w Słotowej. Jego imię nosi również Biblioteka parafialna oraz Dom Parafialny w Bobowej, gdzie znajduje się sala z pamiątkami po ks. Czubie[5][6],
- diecezja tarnowska w 10. rocznicę śmierci zorganizowała kongres misyjny poświęcony pamięci ks. Jana,
- przy parafii w Bobowej działa Grupa im. ks. Jan Czuby oraz Róża Żywego Różańca także jego imienia[4].
- przez napisanie o nim książek m.in.: Krzysztofa Czermaka „ Zostaję na miejscu do końca” i Jana Bartoszka „Miłość przypieczętowaną krwią”[4],
- przez powstałe filmy, m.in.: w rzeszowskiej telewizji w 2004 r., „Zostaję na miejscu do końca” w 2015 oraz „Tata z Małopolski” z 2022 r.[4][7],
- W 2008 r. jedna z ulic w Bobowej otrzymała nazwę ks. Jana Czuby[8].

## Beatyfikacja
28 lipca 2009 r. rozpoczęto jego proces beatyfikacyjny. Serwis Hagiography Circle wymieniał go w sekcji Without „Nihil Obstat” do 2017 r., w 2018 r. jego nazwisko zostało usunięte. W październiku 2024 ponownie rozpoczęto proces beatyfikacyjny ks. Jana Czuby. Dnia 22 października 2024 r. w Wyższym Seminarium Duchownym w Tarnowie przeprowadzono pierwszą sesję, otwierającą etap diecezjalny beatyfikacji misjonarza. Każdego 27. dnia miesiąca odbywa się modlitwa w intencji beatyfikacji ks. Jana m.in. w Bobowej i Słotowej.